# Europejska Partia Demokratyczna
Europejska Partia Demokratyczna (ang. European Democratic Party, fr. Parti démocrate européen, EDP) – europejska partia polityczna, skupiająca ugrupowania centrowe i socjalliberalne, powołana w 2004.

## Historia
Inicjatywa powołania nowego ugrupowania powstała 16 kwietnia 2004. Jej twórcami byli François Bayrou z Unii na rzecz Demokracji Francuskiej oraz Francesco Rutelli z włoskiej partii Margherita. Europosłowie pierwszej z nich działali w centroprawicowej Europejskiej Partii Ludowej, deputowani „Stokrotki” należeli zarówno do EPP (część wywodząca się z chadeckiej Włoskiej Partii Ludowej), jak i do ELDR (część wywodząca się z liberalnych Demokratów).
13 lipca 2004, po wyborach do Parlamentu Europejskiego VI kadencji, liderzy EDP uzgodnili z przedstawicielami Partii Europejskich Liberałów, Demokratów i Reformatorów powołanie wspólnej grupy w PE. Frakcja łączona przyjęła nazwę Porozumienia Liberałów i Demokratów na rzecz Europy. Kongres założycielski Europejskiej Partii Demokratycznej odbył się 9 grudnia 2004 w Brukseli.
François Bayrou i Francesco Rutelli zostali współprzewodniczącymi partii, w 2019 samodzielnymi przewodniczącym został François Bayrou. Francesco Rutelli w tym samym roku objął funkcję związanego z EDP think tanku pod nazwą Institute of European Democrats. 
Funkcję wiceprzewodniczących ugrupowania obejmowali m.in. Marian Harkin z Irlandii, Nikos Kutsu z Cypru, Jean-Christophe Lagarde z Francji, Ulrike Müller z Niemiec, Andoni Ortuzar z Hiszpanii, Andrzej Potocki z Polski i Gianluca Susta z Włoch.

## Partie członkowskie
Do EPD należą lub należały m.in. następujące ugrupowania:
- Belgia: Obywatelski Ruch na rzecz Zmian,
- Cypr: Partia Europejska,
- Francja: Ruch Demokratyczny, Unia Demokratów i Niezależnych, Unia na rzecz Demokracji Francuskiej,
- Hiszpania: Nacjonalistyczna Partia Basków,
- Litwa: Partia Pracy,
- Niemcy: Freie Wähler,
- Polska: Stronnictwo Demokratyczne,
- San Marino: Sojusz Ludowy,
- Słowacja: Partia Demokratycznej Słowacji[5], Europejska Partia Demokratyczna,
- Włochy: Margherita, Sojusz dla Włoch.